# Gertrude Guillaume-Schack
Gertrude Guillaume-Schack urodzona jako Gertrude Gräfin Schack von Wittenau, posługiwała się także wersją imienia Gertrud (ur. 9 listopada 1845 w Uszycach, zm. 20 maja 1903 w Surbiton) – niemiecka działaczka socjalistyczna oraz działaczka na rzecz praw kobiet.

## Życiorys
Córka Alexandra Grafa Schack von Wittenau i jego małżonki Elisabeth zd. Gräfin Königsdorf, pochodziła z zamożnej rodziny arystokratycznej. Znaczną część młodości spędziła w dworze w Nieder Poppschütz pod Kożuchowem, ucząc się etykiety towarzyskiej (nie wiadomo dokładnie, w którym roku tam wyjechała). W połowie lat 70. poznała szwajcarskiego malarza, Eduarda Guillaume’a. W 1877 roku w Les Verrières w Szwajcarii (kanton Neuchâtel) Gertrud i Edouard pobrali się i wkrótce przenieśli do Paryża. Ich małżeństwo przetrwało jednak tylko dwa lata i w 1879 r. zostało zakończone rozwodem.
Jeszcze w Paryżu Gertrude Guillaume-Schack włączyła się w ruch abolicjonistyczny w sprawie prostytucji, którego liderką była Josephine Butler. Piętnowała hipokryzję i podwójne standardy moralne w kwestii prostytucji. Po rozstaniu z mężem w 1879 r. wróciła do Niemiec i włączyła się w ruch socjalistyczny. Działała na rzecz organizowania się robotników i robotnic. W 1880 r. wygłosiła pierwszy w historii Niemiec publiczny odczyt, w którym wyłożyła argumenty abolicjonistów i abolicjonistek w kwestii prostytucji. Utworzyła Kulturbund zur Abschaffung der behördlich konzessionierten Prostitution, krajową organizację członkowską Międzynarodowej Federacji Abolicjonistycznej. Sprzeciwiała się uznawaniu prostytucji za legalny, kontrolowany przez państwo biznes, akcentowała związki między złą sytuacją materialną kobiet a podejmowaniem pracy prostytutki. Z prelekcjami na temat prostytucji występowała w wielu miastach w Niemczech.
W 1882 r. wspólnie z Liną Bauer-Morgenstern powołała do życia schronisko dla dziewcząt przybywających do Berlina w celu podjęcia pracy w charakterze służącej. Schronisko znajdujące się na stacji kolejowej Börse oferowało młodym kobietom bezpieczne miejsce pierwszego zakwaterowania. Dwa lata później Guillaume-Schack współorganizowała między innymi z Emmą Ihrer towarzystwo wsparcia i kasę zapomogową dla niemieckich robotnic (Verein zur Vertretung der Interessen der Arbeiterinnen). Organizacja w krótkim czasie zgromadziła kilkanaście tysięcy członkiń i otworzyła 166 oddziałów terenowych. W obronie praw robotników i robotnic występowała również w Szwajcarii. Zainicjowała utworzenie pierwszej organizacji zrzeszającej szwajcarskie robotnice – Schweizerischer Arbeiterinnenverband.
W 1886 r. założyła pismo „Obywatelka” („Die Staatsbürgerin”) – socjalistyczne pismo adresowane do kobiet. Było ono wydawane jedynie przez pół roku, gdyż po wprowadzeniu w Niemczech ustaw antysocjalistycznych jego dalsza publikacja została zakazana. Na mocy tych samych przepisów została zlikwidowana również założona przez Guillaume-Schack organizacja abolicjonistyczna.
Szykanowana przez władze, Guillaume-Schack wyjechała jeszcze w tym samym roku do Londynu. W stolicy Wielkiej Brytanii spotkała się z Friedrichem Engelsem, z którym spierała się o rolę kobiet w ruchu robotniczym. Jeszcze przez kilka lat działała w ruchu socjalistycznym, w 1889 r. była delegatką na kongres socjalistyczny w Paryżu. Następnie wycofała się z aktywności publicznej. Pod koniec życia wstąpiła do towarzystwa teozoficznego.
Zmarła na emigracji w 1903 r.